# Afonso Viegas de Ribadouro
Afonso Viegas de Ribadouro, O Moço (m. ca. 1165), foi um fidalgo, rico-Homem e cavaleiro medieval português,  notavelmente poderoso e rico, pois que, além das rico-homias em que figura, foi senhor de grandes honras. Foi tenente de Lamego, Baião e Santa Marta de Penaguião,e proprietário de vastas terras em Ribeiro, Alvelas, Alvarenga e Canelas. O seu nome surge em vários documentos medievais da cúria régia entre 1139 e 1165..

## Primeiros anos
Há ligeiras discrepâncias na identificação dos pais de Afonso: se por um lado é totalmente aceite que o seu pai foi Egas Moniz, o Aio, sendo aliás o seu primogénito, por outro a identidade da sua mãe é dúbia: para uns foi Dordia Pais de Azevedo, primeira mulher de Egas;[a] para outros foi Teresa Afonso de Celanova, a segunda (para estes a única) mulher daquele.[b]
Deverá ter nascido não muito antes de 1110, tendo porém irmãs que morreram quase um século depois, como é o caso das suas irmãs mais novas, Elvira e Urraca (mortas em 1217 e 1218, respetivamente). Esta grande diferença será o principal justificador para o considerar um dos filhos mais velhos, talvez o secundogénito do Aio, dado que seu irmão Lourenço Viegas seria indubitavelmente o mais velho.

### A infância com Afonso Henriques
Pouco se sabe sobre a sua infância, embora seja certo que a deve ter partilhado com o infante Afonso de Portugal, filho dos condes Henrique de Borgonha e Teresa de Leão. Isto porque, como prova da maior confiança pelos seus feitos de seu pai, Egas Moniz, até então em defesa do condado, aqueles, para além de lhe doarem Britiande, haviam-lhe confiado o pequeno herdeiro, aquele que um dia viria a suceder a seus pais, para ser educado por ele, recebendo-o desta forma nas suas quintãs de Cresconhe e Britiande.
O infante crescia “em idade e boa índole” por educação do seu Aio, que amiúde lhe deve ter pintado a sujeição em que Portugal ia recuando no caminho da libertação quase conseguida, a dependência cada vez maior dos galegos a que Portugal se sujeitava na pessoa da sua rainha. Afonso, como companheiro de Afonso, poderá ter vivido de perto esta situação. O próprio nome, em homenagem ao conde-infante, é uma prova de que terão crescido juntos, sendo Afonso, provavelmente mais novo, conhecido precisamente como O Moço para o distinguir de Afonso Henriques.

## A luta pela independência, ao lado de Afonso Henriques
A primeira notícia de Afonso é de 7 de julho de 1139, confirmando a carta de couto afonsina do mosteiro de Cucujães. O facto dá uma certa indicação sobre a idade que já teria, se não vinte anos, provavelmente pouco mais, uma vez que não estaria de outro modo entre tanto ricos-homens experimentados na arte da guerra. O mais provável seria até ter participado já, com o irmão Lourenço, na luta pela independência nacional, embora não seja certo que tenha participado logo desde o início das revoltas.

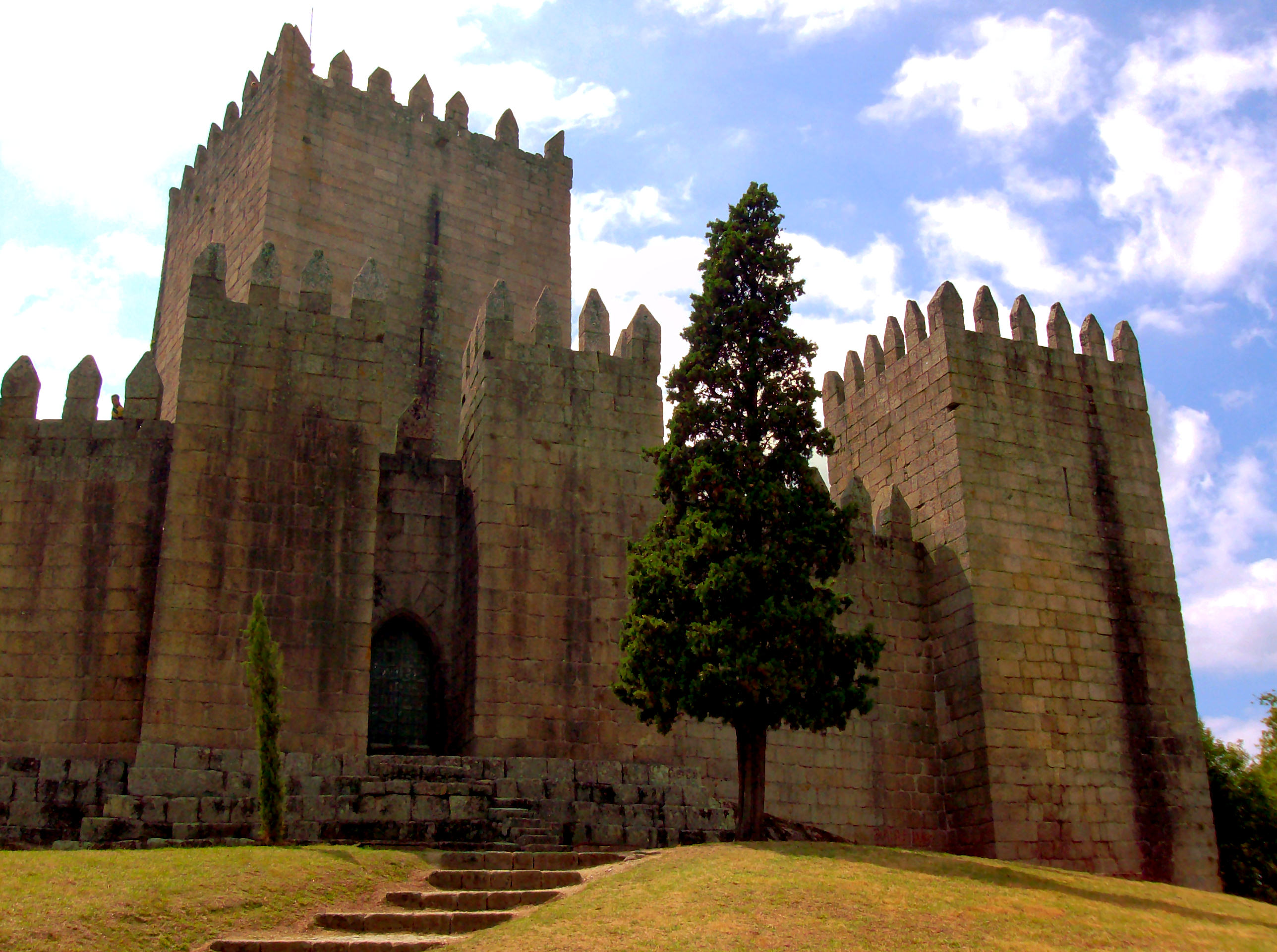
O Castelo de Guimarães, junto ao qual se travou uma das mais importantes batalhas da resistência portuguesa.

A mais flagrante das investidas do infante contra a suserania leonesa deu-se em março (ou inícios de abril) de 1128, forçada pela vinda a Portugal do Imperador Afonso VII em pessoa. Este havia preparado a sua viagem pré-nupcial a Barcelona por mar, para se casar, e desejara uma solução pacífica para o conflito português. Partiu, assim, para o seu destino, do qual não regressaria antes de novembro de 1128, uma vez que entre Barcelona e Leão-Castela se encontrava Aragão, governado pelo padrasto e um dos seus maiores adversários, Afonso O Batalhador.
Os rebeldes aproveitam a ocasião: em maio, estão com Egas Moniz (seu pai) em rebeldia definitiva contra a rainha Teresa. Egas Moniz levantou gentes de armas com que interviria na batalha, que se trava junto ao Castelo de Guimarães, o foco dos revoltosos, no dia de S. João de 1128, batalha que ficaria conhecida como a célebre Batalha de São Mamede. Diz-se que o infante fora batido, e ia fugindo dos campos quando encontra Egas Moniz à testa das suas gentes de armas: ambos vão sobre os “estrangeiros”, que dizem “indignos”, e “esmagam-nos”. Após a ação, Egas acompanha o infante, submetendo resistências a sul do Douro.
Apesar de lidar com Aragão, nada impediu Afonso VII de combater Portugal: protegendo-se de Aragão, mas pretendendo uma ofensiva na frente ocidental de guerra, trava a “batalha” de Arcos de Valdevez (ou da Veiga da Matança, nome que ainda perdura), provavelmente no final de 1128 ou no início de 1129. Infelizmente, Afonso Henriques não conseguiu conter o avanço do Imperador e retiraram-se para Guimarães com a grande nobreza, que, para além de Lourenço, Afonso, o seu pai Egas e os seus irmãos Ermígio e Rodrigo Viegas, ainda se contavam os seus tios, Mem Moniz de Riba Douro e Ermígio Moniz de Riba Douro e outras personalidades, como os irmãos Gonçalo Mendes de Sousa e Soeiro Mendes de Sousa; Garcia, Gonçalo, Henrique e Oveco Cendones, Egas Gosendes de Baião; Afonso Nunes de Celanova (provável avô materno de Afonso), e outros, como Garcia Soares, Sancho Nunes, Nuno Guterres, Nuno Soares, Mem Fernandes, Paio Pinhões, Pero Gomes, Mem Pais, Romão Romanes, Paio Ramires, Mem Viegas, e Gueda Mendes.
A situação dos sitiados é precária, mas é uma vez mais o pai de Lourenço que salva a situação: deixa Afonso Henriques atuar com os seus nobres: os irmãos  (Paio, Soeiro e Gonçalo Mendes da Maia); mais tarde seriam conduzidos também por Egas Moniz, que os terá levado com ele para uma negociação de paz com Afonso VII em troca da obediência do infante..

## A vida na corte
Como já se disse, a primeira vez que surge na documentação é em 1139, num documento de 1 de setembro, em que faz uma dádiva a Ermígio Viegas (que pode ou não ser um seu irmão, uma vez que era um nome relativamente comum dentro da família), que consistia em metade da “vila” rústica de Cancelas, perto do Rio Paiva, e de herdamentos na vizinha e limítrofe Alvarenga.  Afonso foi, de facto, senhor de Alvarenga e dele procede imediatamente, pela herança da quintã e torre senhorial do lugar a estirpe dos Alvarengas. Apesar de casado com Aldara Pires Espinhel, não possuía tais haveres em Alvarenga e Canelas por via conjugal ou de ascendência: naquele dia Afonso declarava que os possuía por Afonso Henriques, isto é, a uma dádiva que certamente serviria como recompensa pelos seus serviços.
A 10 de abril de 1140, confirma na cúria do infante nova carta, de couto, de Provesende, e a 24 de abril de 1141, a carta de couto de Ancede. Entre 1141 e 1147, Afonso desaparece da corte. Esta longa ausência não é fácil de explicar, uma vez que só depois de 1146 (a morte do pai), é que Afonso teria razões para se ausentar (aliás como faz seu irmão Lourenço), para proceder às partilhas do património paterno.

### A morte do pai e a herança paterna
Entre 1141 e 1147, Afonso desaparece da corte: a 3 de agosto de 1146 o pai havia falecido e provavelmente encontrava-se ausente a dividir bens com os irmãos e a mãe. Para si, ficaram as honras de Resende, Lumiares, etc.; a seu irmão Lourenço passaram os cargos curiais (tenente de Lamego, sendo aí sucedido pelo irmão Soeiro), o título de “conde” e senhor de Neiva e ajudante na governação do reino, bem como a honra de Fonte Arcada (composta por cinco freguesias atuais nos concelhos de Moimenta da Beira e Sernancelhe), a grande honra de S. Eulália (com a vila de Cinfães) e parte da honra de Argeriz (no atual concelho de Tarouca), entre outros bens. Ao irmão, Soeiro ficaram as honras de Vila Cova, Fontelo, etc.; a Elvira, a honra de Britiande; a Dórdia, a honra de Lalim; a Urraca, a honra de Mezio. Aos restantes irmãos o pai dividira os restantes bens por igual.. Desta forma, parecia ter regressado à província, ao governo das terras da estirpe, tradicionais nela na administração.

### Os últimos anos na corte
Há provas de que na verdade a rico-homia de Lamego passou de Egas Moniz para Afonso Viegas, e a prova está na assintaura de Afonso como Moço de Lamego (aliás como seu pai assinara anos antes Egas de Lamego) no pacto estabelecido entre Afonso I de Portugal e os cruzados da Flandres e de Colónia.
Nenhum membro da família voltaria a aparecer na corte até abril de 1147, quando Afonso surge numa confirmação de uma doação régia à Ordem do Templo. Reapareceria em 1150, quando confirma, a 30 de abril, a vasta concessão afonsina à Sé de Viseu. Uma carta de venda de 1153 conta atos praticados em “terra” de Lamego e Armamar por Afonso, como confiscos, que ele apenas podia perpetrar como delegado régio, isto é, tenente das ditas circunscrições administrativas. Em data mal determinada, mas que nunca pode ser sensivelmente posterior a 1165, aparece Afonso Moço como tenente de Baião-Penaguião (rico-homia que porventura lhe adveio de ter casado na estirpe de mandantes destas terras.

## Morte e posteridade
A última notícia de Afonso na corte é de fevereiro de 1163, na carta de concessão do eclesiástico de Alcanede ao mosteiro de S. Cruz de Coimbra. última notícia de Afonso está na doação que sua mãe faz em 1165 ao mosteiro de Tuías, com todos os filhos e netos, estando Afonso ao lado da mãe, dos filhos, dos irmãos e dos sobrinhos. Como já da cúria desaparecera em 1163 e não volta a haver memória dele desde 1165, é de crer pouco mais viveu..

## Matrimónio e descendência
Casou antes de 1143 com Aldara Pires Espinhel (m. ca. 1160), filha de Pedro Gomes Espinhel e Teresa Anes de Paredinhas, de quem teve:
1. Egas Afonso, casou com Sancha Pais Curvo, filha do senhor de Toronho.[8], fundou a linhagem de Alvarenga.
2. Pedro Afonso, casou com Urraca Afonso, senhora de Aveiro, e fundou a linhagem de Lumiares.
3. Dórdia Afonso, casou com Raimundo Pais de Riba de Vizela.
4. Urraca Afonso, casou com Afonso Hermiges de Baião.